# 謝爾蓋·斯克里帕爾毒殺案

因毒殺案引起的外交風波
俄羅斯聯邦
驅逐俄羅斯使館外交官的國家
召回駐俄大使的國家
其他外交回應

2018年3月4日，前俄羅斯上校謝爾蓋·斯克里帕爾和其女兒尤利婭被發現倒在英格蘭威爾特郡索爾茲伯里一处购物中心的长椅上不省人事，经诊断两人神经毒剂中毒，二人被送进加护病房，初時病情危殆，經治療後已先後甦醒並康復出院。毒殺案過後，同月12日，一名流亡英國的俄羅斯商人尼古拉·格盧什科夫在倫敦家中身亡，但尚未有證據顯示與這起毒殺案有關。14日起，英國、歐洲及美國紛紛對俄羅斯採取抵制行動。2018年9月，英國起訴兩名俄國人是下毒兇手，兩人是俄國軍事情報官員。

## 經過
2018年3月4日，一名路过的医生和护士在索尔兹伯里一处购物中心的长椅上发现斯克里帕尔和他从莫斯科到来的33岁女儿尤利娅不省人事。医护人员将两人送往索尔兹伯里区医院，经诊断為神经毒剂中毒，病情危殆。當地警方其後宣佈此乃一宗「重大事件」，多個部門展開調查。
随后到达现场的三名警察亦受感染，其中两人受伤轻微，一人伤势严重。案发后，健康官员检查了21名急救人员和民众是否出现症状，但只有三人送院。
3月6日，国家反恐警务网络同意隸屬於伦敦警察厅的反恐指挥中心接管威尔特郡警方的调查。反恐警务网、助理局长马克·罗利（Mark Rowley）呼吁事件目击者出席由内政大臣安珀·路德主持的英國內閣辦公廳簡報室会议。路德表示，经波登唐的英国国防科技实验室测定，案件中所使用的神经毒剂“非常罕见”。
3月9日，180名军方化学战防御和净化专家和18辆车到现场协助伦敦警察厅“销毁现场大量车辆和物品”，并寻找其他毒剂痕迹。人员主要来自陆军，包括国防核生化中心和29爆炸性弹药小组，还有皇家海军陆战队和皇家空军的专家。车辆包括皇家坦克团猎鹰中队的狐式轮型装甲车。
3月12日，英國首相文翠珊向國會議員表示造成斯氏父女中毒的物質是由俄羅斯研發的軍用神經毒劑諾維喬克，並指俄羅斯很大可能需要為事件負責。
3月29日，英國媒體報道尤利婭的病情好轉並脫離危險期。4月6日，斯克里帕爾脫離危險期。4月9日，尤利婭康復出院，獲英國政府安排住在安全屋。5月18日，斯克里帕爾出院。

## 外交風波
| 國家或組織名稱   | 對俄羅斯的抵制行動                                                                                  | 俄羅斯的反制行動 |
| ---------------- | --------------------------------------------------------------------------------------------------- | --- |
| 阿尔巴尼亚       | 3月26日，驅除2名俄羅斯外交官                                                                        | 3月26日，俄羅斯驅除2名外交官                                                                                               |
|                  | 3月27日，驅除2名俄羅斯外交官                                                                        | 3月30日，俄羅斯驅除2名外交官                                                                                               |
| 比利时           | 3月27日，驅除1名俄羅斯外交官                                                                        | |
| 加拿大           | 3月26日，驅除4名俄羅斯外交官                                                                        | 3月30日，俄羅斯驅除4名外交官                                                                                               |
|                  | 3月26日，驅除1名俄羅斯外交官                                                                        | |
| 捷克             | 3月26日，驅除3名俄羅斯外交官                                                                        | 3月30日，俄羅斯驅除3名外交官                                                                                               |
| 丹麦             | 3月26日，驅除2名俄羅斯外交官                                                                        | 3月30日，俄羅斯驅除2名外交官                                                                                               |
| 爱沙尼亚         | 3月26日，驅除1名俄羅斯外交官                                                                        | 3月30日，俄羅斯驅除1名外交官                                                                                               |
| 芬兰             | 3月26日，驅除1名俄羅斯外交官                                                                        | 3月30日，俄羅斯驅除1名外交官                                                                                               |
| 法國             | 3月26日，驅除4名俄羅斯外交官                                                                        | 3月30日，俄羅斯驅除4名外交官                                                                                               |
| 德国             | 3月26日，驅除4名俄羅斯外交官                                                                        | 3月30日，俄羅斯驅除4名外交官                                                                                               |
|                  | 3月30日，驅除1名俄羅斯外交官                                                                        | |
| 匈牙利           | 3月26日，驅除1名俄羅斯外交官                                                                        | 4月4日，俄羅斯驅逐1名匈牙利外交官                                                                                          |
| 愛爾蘭           | 3月27日，驅除1名俄羅斯外交官                                                                        | 3月30日，俄羅斯驅除1名外交官                                                                                               |
| 義大利           | 3月26日，驅除2名俄羅斯外交官                                                                        | 3月30日，俄羅斯驅除2名外交官                                                                                               |
| 拉脫維亞         | 3月26日，驅除1名俄羅斯外交官                                                                        | 3月30日，俄羅斯驅除1名外交官                                                                                               |
| 立陶宛           | 3月26日，驅除3名俄羅斯外交官                                                                        | 3月30日，俄羅斯驅除3名外交官                                                                                               |
| 北馬其頓         | 3月26日，驅除1名俄羅斯外交官                                                                        | 3月30日，俄羅斯驅除1名外交官                                                                                               |
| 摩尔多瓦         | 3月27日，驅除3名俄羅斯外交官                                                                        | 3月30日，俄羅斯驅除3名外交官                                                                                               |
| 蒙特內哥羅       | 3月28日，驅除1名俄羅斯外交官                                                                        | |
| 北大西洋公约组织 | 3月27日，驅除10名俄羅斯外交官                                                                       | |
| 荷蘭             | 3月26日，驅除2名俄羅斯外交官                                                                        | 3月30日，俄羅斯驅除2名外交官                                                                                               |
| 挪威             | 3月26日，驅除1名俄羅斯外交官                                                                        | 3月30日，俄羅斯驅除1名外交官                                                                                               |
| 波蘭             | 3月26日，驅除4名俄羅斯外交官                                                                        | 3月30日，俄羅斯驅除4名外交官                                                                                               |
| 中華民國         | 4月1日，外交部長吳釗燮約見莫斯科台北經濟文化協調委員會駐臺北代表處代理代表                          | |
| 羅馬尼亞         | 3月26日，驅除1名俄羅斯外交官                                                                        | 3月30日，俄羅斯驅除1名外交官                                                                                               |
| 西班牙           | 3月26日，驅除2名俄羅斯外交官                                                                        | 3月30日，俄羅斯驅除2名外交官                                                                                               |
| 瑞典             | 3月26日，驅除1名俄羅斯外交官                                                                        | 3月30日，俄羅斯驅除1名外交官                                                                                               |
| 乌克兰           | 3月26日，驅除13名俄羅斯外交官                                                                       | 3月30日，俄羅斯驅除13名外交官                                                                                              |
| 英国             | 3月14日，驅除23名俄羅斯外交官                                                                       | 3月17日，俄羅斯驅除23名外交官，並宣布關閉英國駐聖彼得堡領事館與英國文化協會俄羅斯辦公室。3月30日，要求50名外交官離開俄羅斯 |
| 美国             | 3月26日，驅除60名俄羅斯外交官，並宣布關閉俄羅斯駐西雅圖總領事館，其中12人被下放到紐約联合国总部大楼 | 3月30日，俄羅斯驅除60名外交官，並關閉美國駐聖彼得堡領事館                                                                  |

## 各方回应

### 英国
内政大臣路德表示，在英国本土使用神经毒剂是“以最残酷和公开的方式”企图谋杀，是“無恥且鲁莽的行为”。下议院外事委员会主席托马斯·图根达特声称证据表明俄罗斯政府下令了此次未遂谋杀，称斯克里帕尔曾收到人身威胁，案件也和亞歷山大·瓦爾杰洛維奇·利特維年科遇刺案有相似之处。
3月12日，首相文翠珊确定袭击中使用的神经毒剂是俄制诺维乔克毒剂，要求俄方解释。她又在3月14日宣布驱逐23名俄国外交官，这是英国近30年来驱逐外交使节最多的一次。

### 俄羅斯
俄罗斯总统普京的发言人於3月6日表示：“我们得悉这个悲剧的情况，但对案发情况和当事人的消息並不知情。”3月10日，俄羅斯駐英大使馆发布推文，将谢尔盖·斯克里帕尔谋杀未遂案和三名在英国死亡的俄罗斯侨民亚历山大·利特维年科、鲍里斯·阿布拉莫维奇·别列佐夫斯基和亚历山大·佩雷皮利什尼联系起来：“多么巧合！利特维年科和斯克里帕尔都是为军情六处卖命的。别列佐夫斯基和佩雷皮利什尼和英国特勤部门有关系。”
案发后，俄罗斯国营主流媒体，特别是电视台普遍对事件噤声。2018年3月7日，第一频道王牌时事节目《时间》对英国外交大臣鲍里斯·约翰逊两天前在议会发表的事件声明进行嘲讽。第一频道新闻节目主任基里尔·克莱米约诺夫发表评论，“专用出于教学目的”警告那些“想着以背叛祖国为职业” 的人：“叛徒是世界最危险的职业之一”。他还告诫其他许许多多的观众：“别把英国选为日后居住的国家。不管什么原因，不管你是祖国的职业叛徒，还是空闲时痛恨你的国家。我再说一遍，不管怎样，别搬到英格兰。那里有点不太对劲。有可能是其后，但近年来出现了许多结果严重的离奇事件。人们被吊死，遭下毒，死于直升机坠毁，以工业生产般的数量摔出窗外。最好去欧洲大陆。”克莱米约诺夫评论时，出现了有关俄罗斯人在英国离奇死亡的新闻画面，除了金融家亚历山大·佩雷皮利什尼、商人鲍里斯·阿布拉莫维奇·别列佐夫斯基，还有前俄羅斯聯邦安全局特工亞歷山大·瓦爾杰洛維奇·利特維年科和辐射专家马修·普彻尔（Matthew Puncher）。普彻尔发现利特维年科死于钋中毒，從俄罗斯回來五个月後，于2016年因多處刀傷去世。
布拉格国际关系研究所安全专家马克·加列欧提推断毒药攻击乃由俄罗斯人策划，表示这样的行为违反了交换特工享有豁免权的不成文规定，故推测莫斯科可能认为斯克里帕尔“回到了为英国或第三方情报部门工作的游戏中”。

### 美国
美國對俄羅斯實施兩輪制裁。

### 捷克
俄罗斯新闻频道3月30日报道，捷克总统米洛什·泽曼29日在该国巴兰多夫电视台（TV Barrandov）发表讲话称：“什么叫（俄罗斯投毒谋害前特工谢尔盖·斯克里帕尔及女儿的说法）可信度最高？我想看到（能够证明俄罗斯投毒的）证据，哪怕是间接证据。”泽曼表示，他本人致力于在外交领域与各方搞好关系，但“搞好这种关系相当复杂，而毁掉它却非常非常简单”。
泽曼在西方世界以有着强烈的亲俄、亲中、疑欧倾向而著称，但捷克的政体是议会共和制，捷克总统是没有实权的职位。捷克政府在此次风波中驱逐了三名俄罗斯外交官。

### 日本
日本时事通信社3月27日报道，日本外相河野太郎针对斯克里帕尔中毒事件强调说“查明事情的真相才是第一位”，并且明确表示，日本政府目前将不会采取相同的行动。河野太郎同时对记者说，化学武器是绝对不允许被使用的。日方将密切关注英国警方和禁止化学武器组织(OPCW)的后续调查，并与俄方保持沟通。

### 中華民國
2018年3月31日，中華民國外交部部長吳釗燮約見俄羅斯駐台代表處代理代表鐵之榮（Владислав Коновалов；Vladislav Kuznetsov），表示譴責此一行為，並關切真相。

### 中华人民共和国
2018年3月27日，中华人民共和国外交部发言人华春莹表示：「西方大规模驱逐俄罗斯外交人员一事，有关国家应避免激化矛盾」。
2018年4月1日，中華人民共和國媒體观察者网記者唐莎莎投書表示：「英美与俄罗斯掐架，台湾凑什么热闹」，之後被环球时报微信公众号、新浪网及凤凰网轉貼。